# Snertingdal
Snertingdal era uma comuna da comarca de Oppland, Noruega.

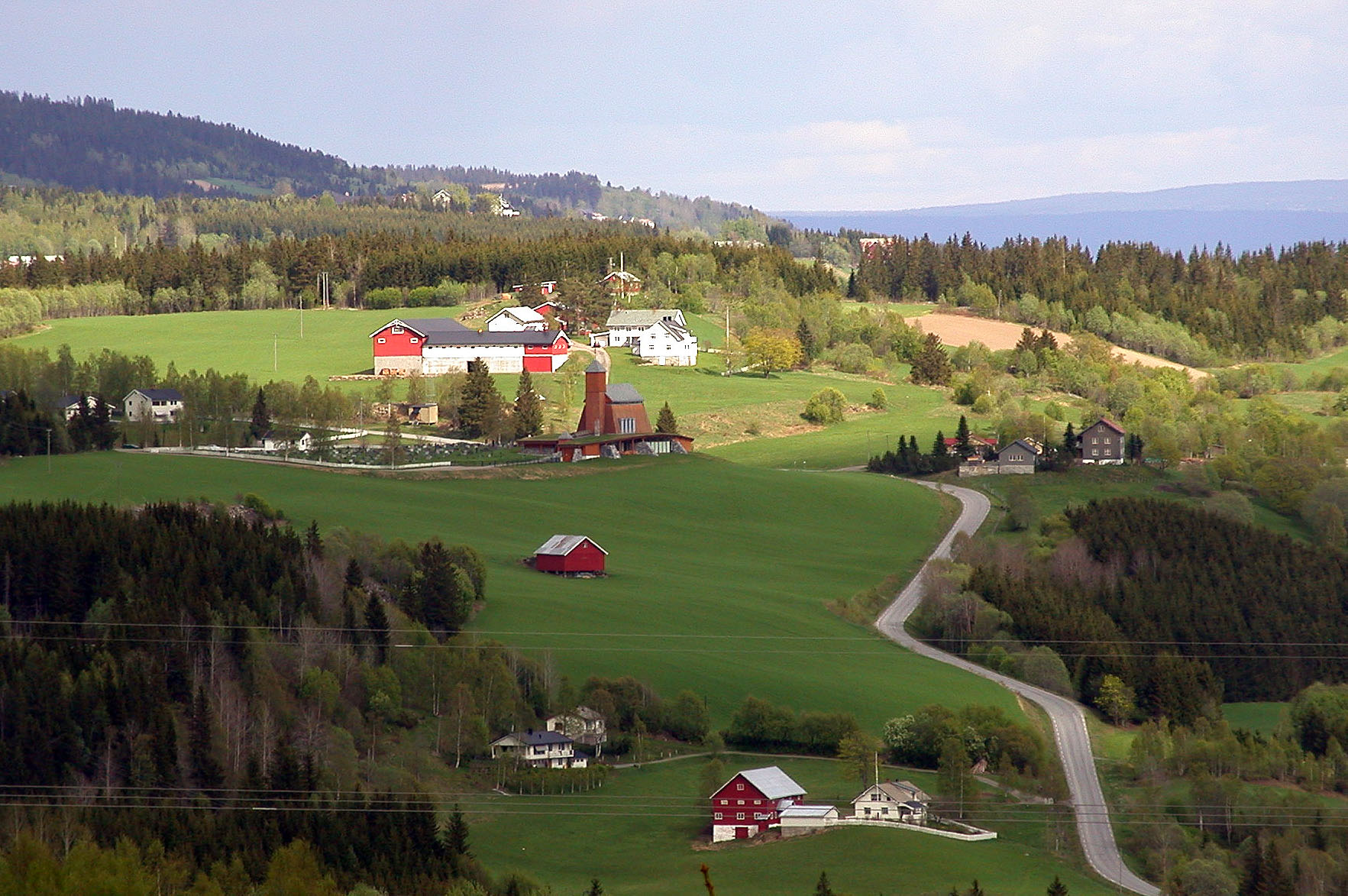
020515-Seegard

Ela foi criada após uma divisão com Biri em 1 de Janeiro de 1910. Na época Snertingdal tinha uma população de 2028 pessoas.
Em 1 de Janeiro de 1964, Snertingdal foi incorporada a Gjøvik, juntamente com Biri e Vardal. Antes da fusão, Snertingdal tinha uma população de 2471 pessoas.

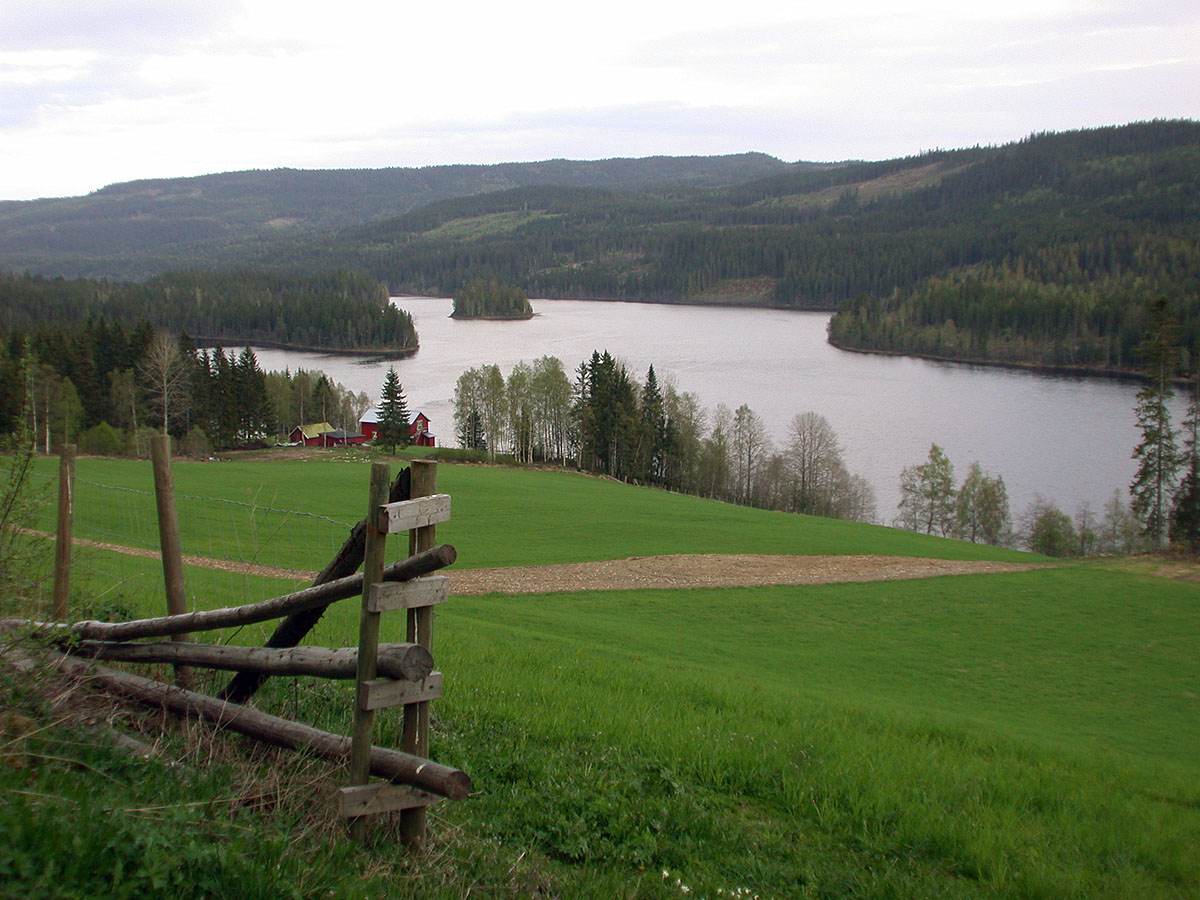
020514-1948-40-Ringsjoen

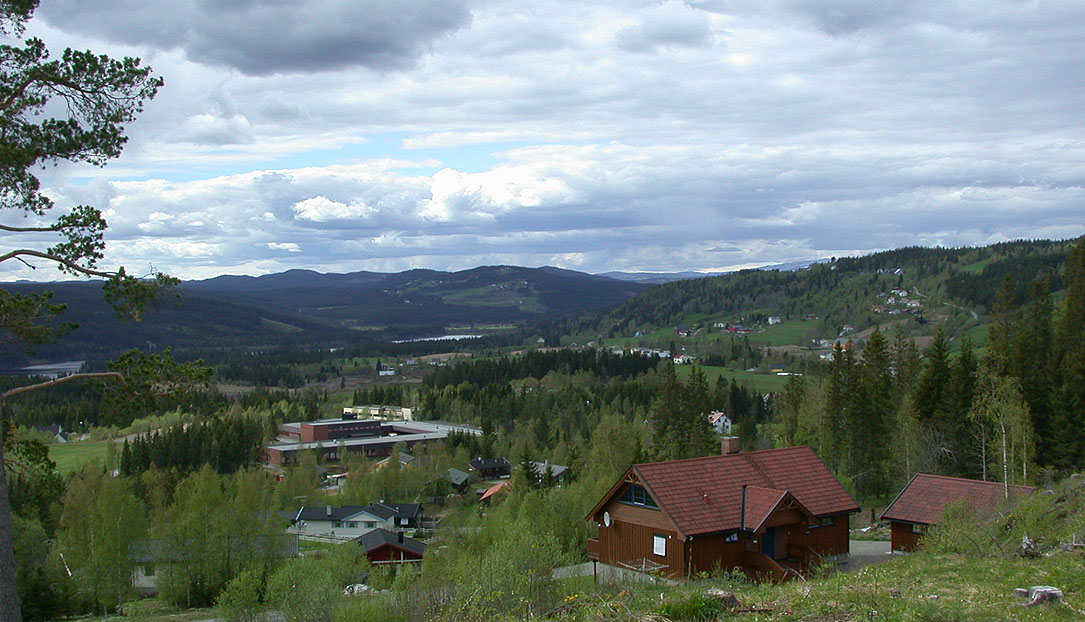
020515-Snertingdal